# Pseudacteon aduncus
Pseudacteon aduncus är en tvåvingeart som beskrevs av Borgmeier 1969. Pseudacteon aduncus ingår i släktet Pseudacteon och familjen puckelflugor. Inga underarter finns listade i Catalogue of Life.